# Grecs-orthodoxes libanais

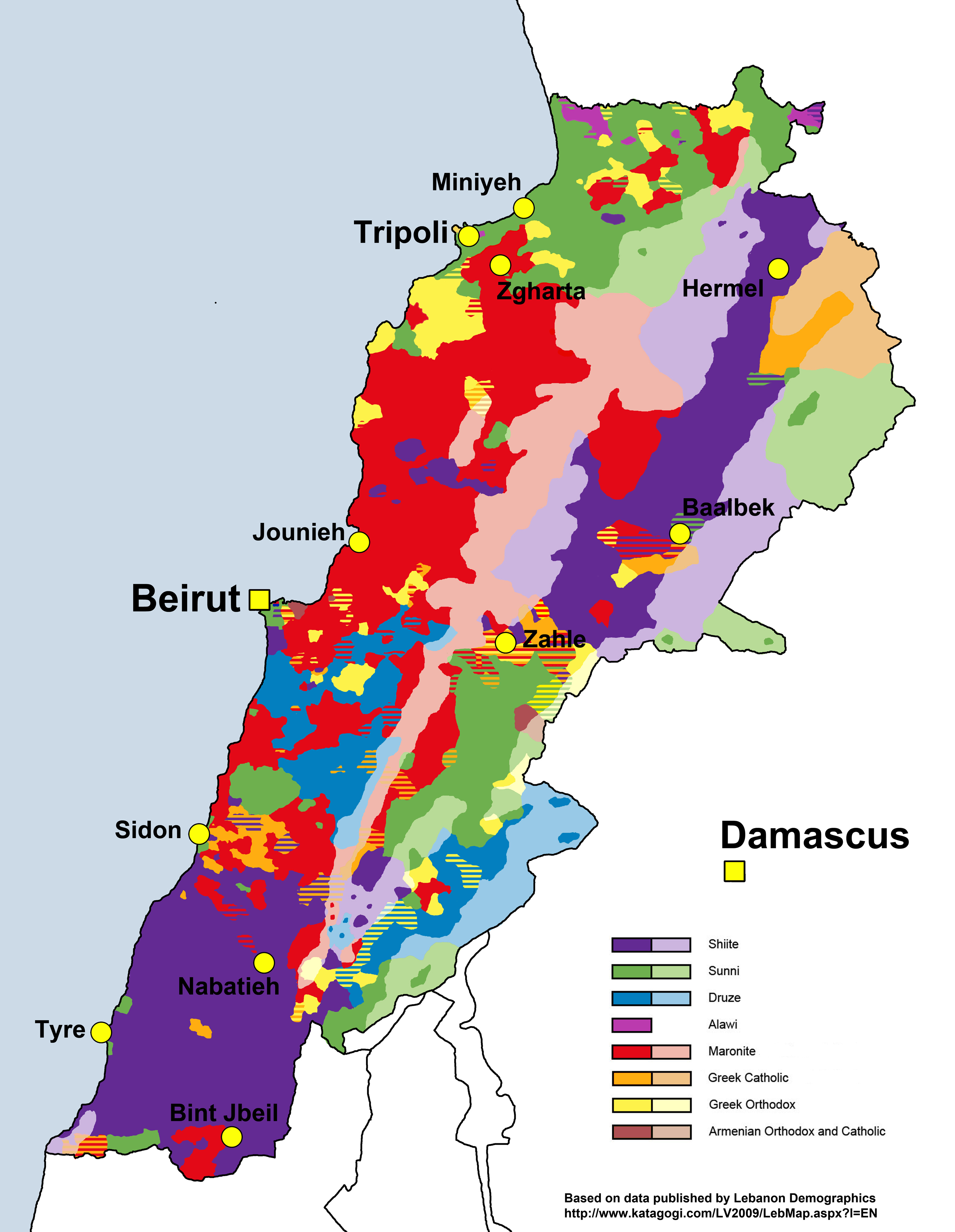
Cartographie des confessions religieusesur au Liban. Les grecs-orthodoxes sont en jaune.

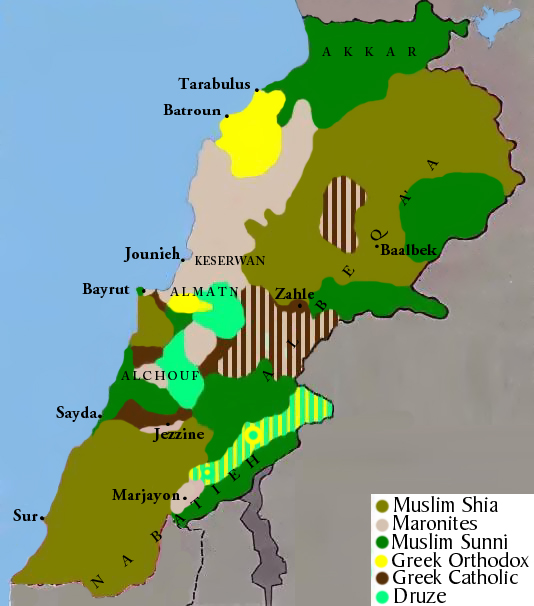
Cartographie des groupes religieux libanais.

Les grecs-orthodoxes libanais (arabe: المسيحية الأرثوذكسية الرومية في لبنان) forment une des communautés libanaises. Ils appartiennent à l'Église d'Antioche et constituent la deuxième communauté chrétienne après les maronites. Ils forment environ 8 % de la population libanaise,,. Dans le pacte national, il est convenu que les postes de vice-président du parlement et de vice-premier ministre soient réservés aux grecs-orthodoxes.

## Histoire
Les grecs-orthodoxes libanais appartiennent à l'Église autocéphale d'Antioche de rite byzantin. Il s'agit de la deuxième Église du Liban en nombre de fidèles après les maronites.
Aujourd'hui les grecs-orthodoxes libanais sont de plus en plus urbains ; ils forment une grande partie des commerçants et des cadres de Beyrouth et d'autres villes. Beaucoup demeurent dans le gouvernorat de Nabatieh et le gouvernorat du Nord, près de Tripoli. Ils accèdent plus que la moyenne aux études supérieures. Ils constituent souvent un pont entre les autres chrétiens libanais et les pays arabes. Leur Église est étroitement liée aux autres Églises orthodoxes comme celle de Grèce, de Chypre, de Russie, de Bulgarie, de Serbie, d'Ukraine et de Roumanie. Elle est présente dans de nombreux pays arabes, mais moins présente que les maronites en occident.
Ils constituent environ 8 % de la population du Liban,, y compris ceux qui sont Palestiniens et qui ont reçu d'après la loi la nationalité libanaise.
Ils soutiennent différents partis politiques y compris des partis non-confessionnels comme le parti nationaliste social syrien, le parti communiste libanais et le mouvement de gauche démocratique et des mouvements comme le courant patriotique libre, le mouvement Marada, les Forces libanaises, et le Kataëb.

## Présence des grecs-orthodoxes
Les grecs-orthodoxes sont présents à Beyrouth, dans le Sud-Est du pays (gouvernorat de Nabatieh/gouvernorat de la Bekaa) dans le nord, près de Tripoli, Koura, ainsi qu'à Akkar, Batroun, Metn, Aley, Zahlé, Minieh-Denieh, Hasbaya, Baabda, Marjeyoun, Tripoli, Rachaya, Byblos et Zghorta.

### Villes et localités avec une majorité de grecs-orthodoxes
Abou Mizan, Chrine, Achrafieh, Amioun, Kousba, Anfeh, Deddeh, Kfaraakka, Aaba, Afsdik, Bdebba, Beitroumine, Bishmizzine, Btourram, Bkeftine, Bsarma, Btaaboura, Charbila, Darchmezzine, Fih, Kaftoun, Kelhat, Kfarhata, Kfarhazir, Kfarsaroun, Ras Maska, Miniara, Cheikh Mohammad, Zawarib, Hamat, Douma, Dhour El Choueir, Bteghrine, Mansourieh, Broummana, Kafarakab, Bhamdoun, Souk El Gharb, Marjayoun, Deir Mimas, Rachaya Al Foukhar, Aita al-Foukhar, Jeddayel, etc.

### Villes et localités avec une minorité importante de grecs-orthodoxes
Ras Beyrouth, Tripoli, El Mina, Chekka, Bourj Hammoud, Zahleh, Halba, Batroun, Bikfaya, Baskinta, Antélias, Ras el Matn, Aley, Bechamoun, Machghara, Hasbaya, Kfeir, Niha Bekaa, Riit, etc.
Achrafieh fut autrefois administrée par sept familles éminentes grecques-orthodoxes qui firent partie pendant des siècles de la haute société beyrouthine : les Trad, Geday, Fernainé, Araman, Bustros, Sursock, Fayyad, Tuéni, Wardini et Haddad.

## Notables
- Marwan Abou Fadel - ancien député du Mont Liban, cofondateur du parti démocratique libanais
- Mounir Abou Fadel – vice-président du parlement du Liban
- Antoine Andraos – homme politique et vice-président du courant du futur
- Paul Anka - chanteur et acteur américain
- George Antonius – écrivain et diplomate, historien, pionnier de l'histoire du nationalisme arabe
- Jad Azkoul – musicien
- Karim Azkoul – diplomate et philosophe
- Marcos Baghdatis – tennisman
- Souha Bechara – membre du parti communiste libanais
- Youssef Beidas – banquier
- Gabrielle Bou Rached – mannequin et actrice
- Lydia Canaan – chanteuse, poétesse, première star du rock du Proche Orient
- Charles Debbas – président (1926–1934)
- Elie Ferzli – homme politique
- Fawaz Gerges – professeur et auteur
- Farid Habib – homme politique
- Nicolas Hayek – entrepreneur, cofondateur du groupe Swatch
- Saint Joseph de Damas – prêtre et éducateur, canonisé en 1993
- Samir Kassir – professeur d'histoire à l'université Saint-Joseph de Beyrouth, journaliste et homme politique de gauche
- Elias Khoury – romancier et dramaturge
- Michel Issa Maalouli - vice-président du parlement libanais
- Farid Makari – homme politique, vice-président du parlement du Liban
- Charles Malik – président de l'Assemblée générale des Nations unies et ministre des Affaires étrangères
- Tarek Mitri – homme politique
- Samir Mouqbel – vice-premier ministre du Liban
- Elias Murr – vice-premier ministre
- Michel Murr – vice-premier ministre
- Ibrahim Najjar – homme politique
- Octavia Nasr – journaliste spécialiste du Proche Orient
- Assy Rahbani – compositeur, musicien et producteur
- Mansour Rahbani – compositeur, musicien, poète, et producteur
- Raphaël de Brooklyn – premier évêque grec-orthodoxe à être consacré en Amérique du Nord
- Fayrouz – chanteuse
- Ziad Rahbani – producteur, compositeur, chef d'orchestre, pianiste et chanteur
- Antoun Saadé – philosophe, fondateur du parti nationaliste social syrien
- Salim Saadé – homme politique et membre du parti nationaliste social syrien
- Michel Sassine – vice-président du parlement du Liban, vice- premier ministre
- Girgi Dimitri Sursock - franc-maçon et lettré
- Lady Cochrane Sursock – philanthrope et mécène
- Nassim Nicholas Taleb – essayiste
- Petro Trad – homme politique et président sous le mandat français (22 juillet 1943 – 21 septembre 1943)
- Gébrane Tuéni – journaliste
- Ghassan Tuéni – journaliste, politicien et diplomate, dirigeant du magazine An Nahar
- Nayla Tuéni – journaliste et politicienne

## Galerie

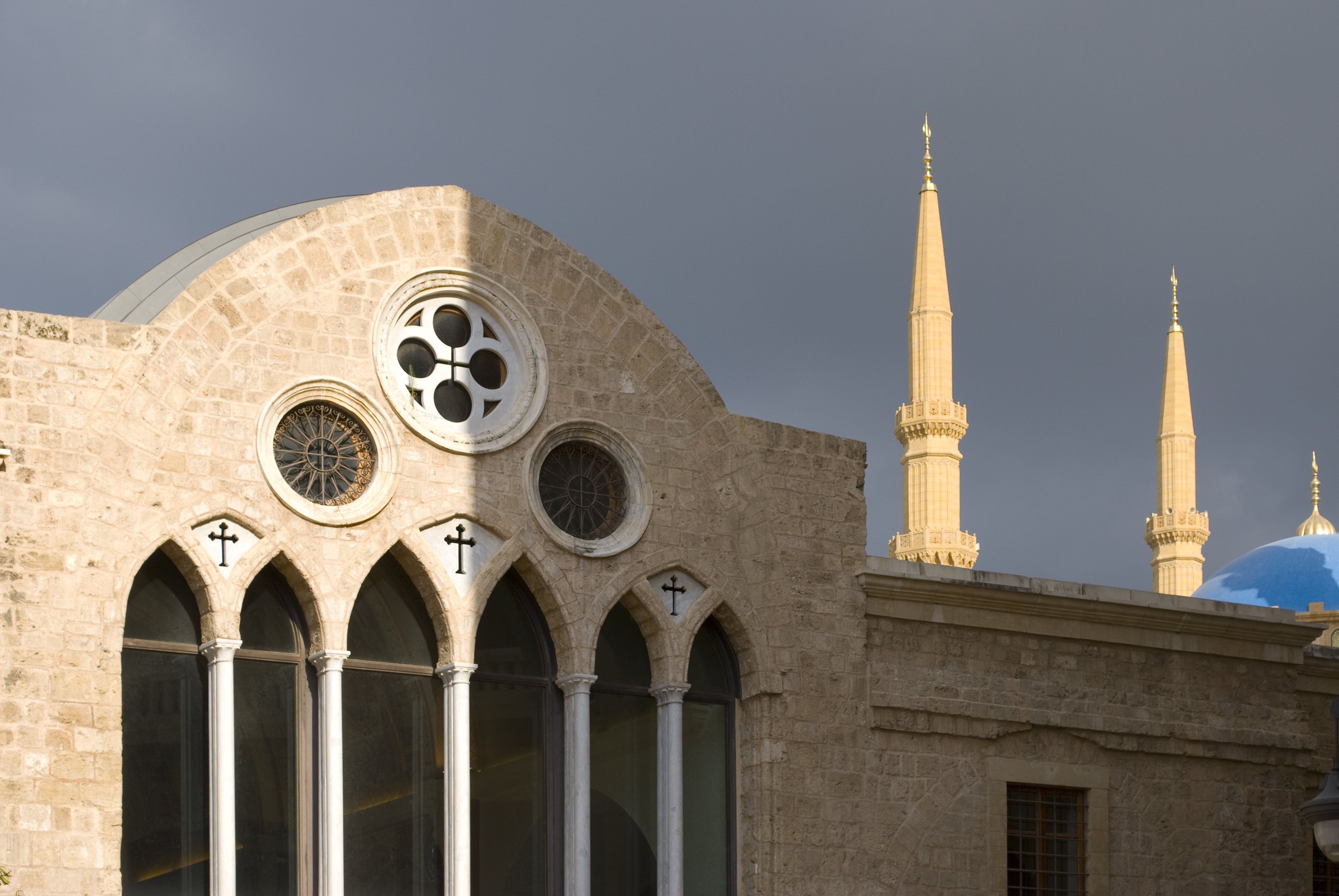
Détail de la cathédrale Saint-Georges de Beyrouth.
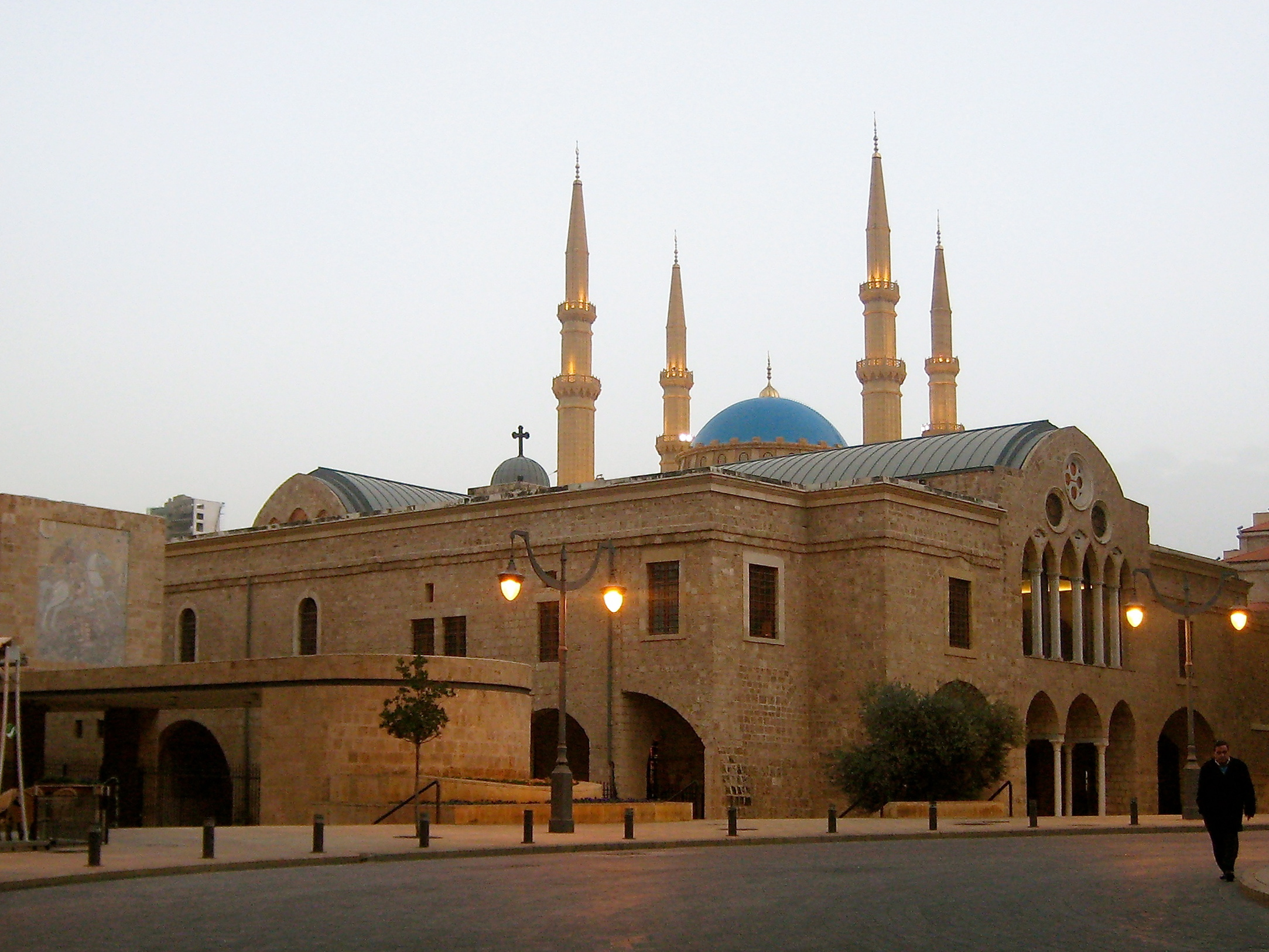
La cathédrale Saint-Georges des Grecs-Orthodoxes.